# La Sauzière-Saint-Jean

La Sauzière-Saint-Jean este o comună în departamentul Tarn din sudul Franței. În 2009 avea o populație de 221 de locuitori.

## Evoluția populației
| An        | 1975 | 1982 | 1990 | 1999 | 2006 | 2009 |
| --------- | ---- | ---- | ---- | ---- | ---- | ---- |
| Populație | 263  | 241  | 226  | 213  | 213  | 221  |